# Steve Downing
Steve Downing (ur. 9 września 1950 w Indianapolis) – amerykański koszykarz, występujący na pozycji środkowego, mistrz NBA z 1974.

## Osiągnięcia
Na podstawie, o ile nie zaznaczono inaczej.
NCAA
- Uczestnik NCAA Final Four (1973)
- Mistrz sezonu zasadniczego konferencji Big Ten (1973)
- Zaliczony do I składu NCAA Final Four (1973 przez Associated Press)

NBA
- Mistrz NBA (1974)[1]